# Castril
Castril ist eine südspanische Kleinstadt und eine Gemeinde (municipio) mit insgesamt 1.968 Einwohnern (Stand: 2024) im Nordosten der Provinz Granada in der autonomen Region Andalusien. Der alte Ortskern ist seit dem Jahr 2001 als Kulturgut (Bien de Interés Cultural) in der Kategorie Conjunto histórico-artístico anerkannt.

## Lage und Klima
Der ca. 900 m hoch gelegene Ort Castril liegt zu Füßen der Sierra de Castril im Quellgebiet zahlreicher Bäche, die allesamt in den Río Castril münden. Die Provinzhauptstadt Granada befindet sich ca. 145 km (Fahrtstrecke) südwestlich; die Stadt Huéscar liegt etwa 27 km östlich. Das Klima im Winter ist gemäßigt, im Sommer dagegen warm bis heiß; die geringen Niederschlagsmengen (ca. 385 mm/Jahr) fallen – mit Ausnahme der nahezu regenlosen Sommermonate – verteilt übers ganze Jahr.

## Bevölkerungsentwicklung
| Jahr      | 1857 | 1900 | 1950 | 2000 | 2020 |
| Einwohner | 2409 | 3989 | 5673 | 2883 | 2020 |

Die deutliche Bevölkerungsrückgang in der zweiten Hälfte des 20. Jahrhunderts ist im Wesentlichen auf die Mechanisierung, die Aufgabe bäuerlicher Kleinbetriebe („Höfesterben“) und den daraus resultierenden  Verlust von Arbeitsplätzen zurückzuführen. Zur Gemeinde gehören auch mehrere Weiler (pedanías) und Einzelgehöfte (fincas).

## Wirtschaft
Die Bewohner früherer Zeiten lebten als Selbstversorger von den Erträgen ihrer Felder und Hausgärten. Außerdem betrieben sie in geringem Umfang auch Viehzucht (v. a. Schafe, Ziegen und Schweine); Esel wurden als Tragtiere gehalten. Dieser Zustand änderte sich erst mit dem Ausbau der Infrastruktur im 20. Jahrhundert. Heute dominieren Oliven- und Mandelbaumplantagen; daneben spielen auch der Anbau von Kartoffeln (patatas) und Gerste (cebada) wichtige Rollen im Wirtschaftsleben der Gemeinde. Im Ort selbst haben sich Kleinhändler, Handwerker und Dienstleistungsbetriebe aller Art angesiedelt. Am Ortsrand erhebt sich die gut 80 m hohe und ca. 370 m breite Staumauer der Embalse del Portillo. Seit den 1960er Jahren hat der Ort einen kleinen touristischen Aufschwung erlebt.

## Geschichte
Prähistorische, iberische, römische und westgotische Funde fehlen. Zu Beginn des 8. Jahrhunderts wurden weite Teile der Iberischen Halbinsel von arabisch-maurischen Truppen überrannt. Nach dem Ende des Kalifats von Córdoba (um 1020) übernahmen in der Region die Ziriden von Granada die Macht, die sie jedoch wenig später an die berberischen Almoraviden und Almohaden abtreten mussten. Als Teil des Emirats von Granada blieb die Gegend um Castril bis zum Jahr 1488 islamisch. Mit dem Alhambra-Edikt (1492) der Katholischen Könige begann die Vertreibung der Juden; in den Jahren um 1610 wurden die letzten Muslime (Morisken) ebenfalls ausgewiesen.

## Sehenswürdigkeiten

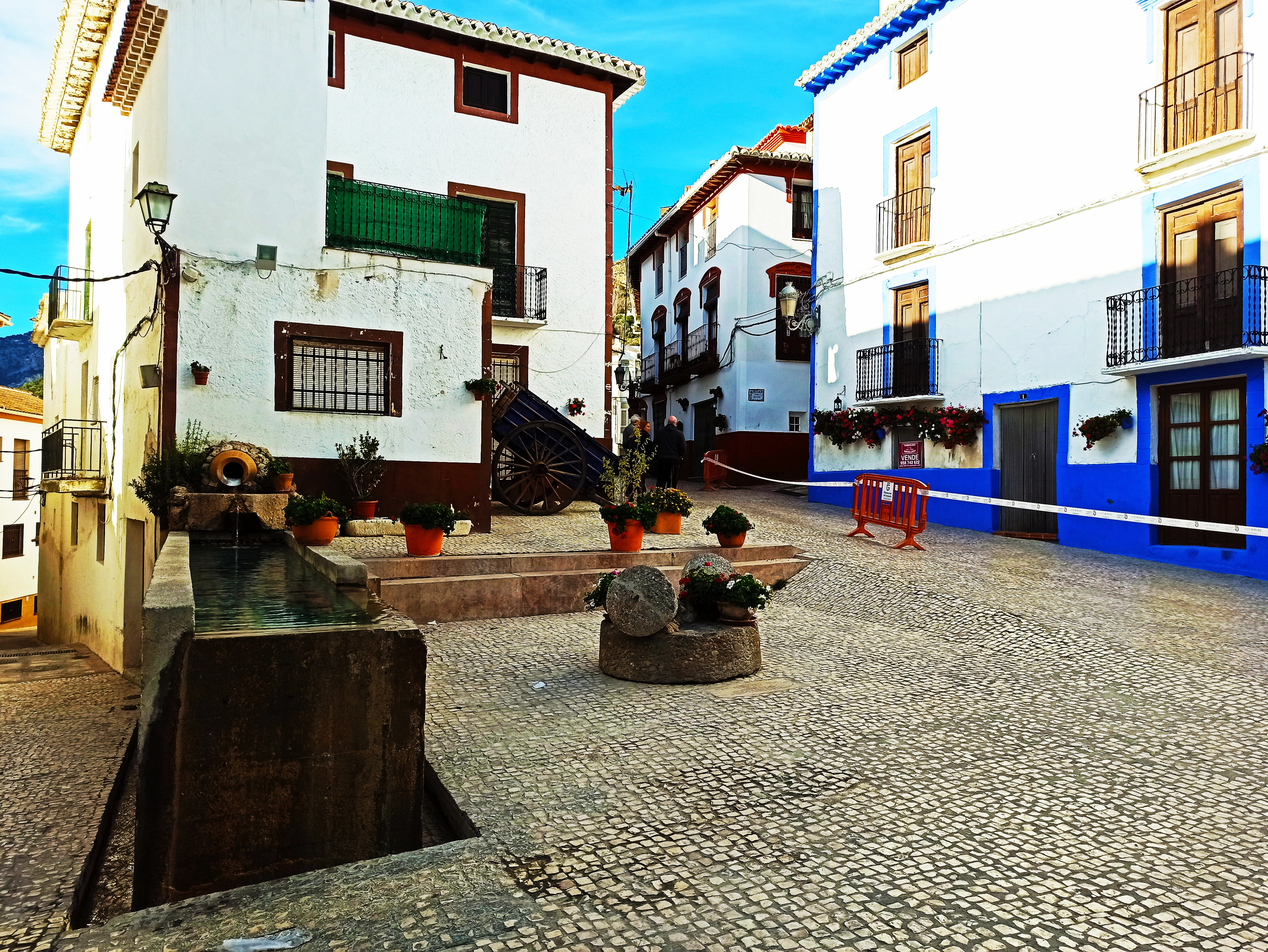
Castril – Straßenbild

- Das Ortsbild ist durch gepflasterte steile Straßen und Gassen mit optisch scheinbar übereinander geschachtelten Häusern gekennzeichnet.
- Von der alten maurischen Burg sind nur noch Ruinen erhalten.
- Die dreischiffige Iglesia de Nuestra Señora de los Ángeles ist eine gewölbte ländliche Renaissancekirche des ausgehenden 15. und beginnenden 16. Jahrhunderts.[3]
- Eine Ermita de la Virgen de Fátima ist zwar schon länger belegt, doch stammt der heutige Bau erst aus dem Jahr 1947.

Umgebung
- Der Torre de Castril ist die Ruine eines Wachturms (atalaya) aus maurischer Zeit.
- Der etwa 3 km entfernte Wasserfall des Arroyo de la Magdalena gehört zu den schönsten Naturschönheiten der Region.

## Partnergemeinden
- Azinhaga, Portugal
- Eberstadt, Deutschland
- Montescudaio, Italien
- La Nucia, Spanien
- Tías, Lanzarote